# Іонешть (Бреїла)
Іонешть, Іонешті (рум. Ionești) — село у повіті Бреїла в Румунії. Входить до складу комуни Чирешу.
Село розташоване на відстані 127 км на північний схід від Бухареста, 46 км на південний захід від Бреїли, 129 км на північний захід від Констанци, 62 км на південний захід від Галаца.

## Населення
За даними перепису населення 2002 року у селі проживали 96 осіб, усі — румуни. Усі жителі села рідною мовою назвали румунську.